# Генерални пласман на Ђиро д’Италији
Генерални пласман на Ђиро д’Италији, најважнија је класификација на етапној бициклистичкој трци, једној од три гранд тур трке — Ђиро д’Италији и она одлучује ко је победник трке. Дефинисана је временом, сабирају се времена возача на крају сваке етапе и возач са најмањим временом је лидер трке. Од 1931. лидер генералног пласмана носи розе мајицу (итал. Maglia rosa).

## Историја
На првој трци, 1909. коришћен је систем бодовања, који је одлучивао победника. Победник етапе добијао је један поен, другопласирани два и тако све до позиције 51 и изнад, сви су добијали 51 поен. Генерални пласман је претрпео велике промене 1912. Фокус је био на тимовима, уместо на возачима, тако да је лидер генералног пласмана (и трке) био цели тим. Тимовима је било дозвољено да учествују само са по четири возача и добијали су поене на основу пласмана на свакој етапи. Промене су наишле на негодовање и снажне критике од почетка. Идеја није заживела и пласман је враћен на старо већ наредне године.
Године 1914. укинут је систем бодовања и уведено је рачунање по оствареном времену. Времена сваког возача на крају сваке етапе се сабирају, рачунајући и бонус секунде за прве позиције и пролазне циљеве, као и пенале због кршења правила, возач са најмањим укупним временом је лидер генералног пласмана. Розе мајица, за лидера је уведена 1931. Роза боја је изабрана зато што је часопис Газета дело спорт штампан на розе папиру. Розе мајицу је први обукао Леарко Гвера, који је победио на првој етапи те године. 1931. Ђиро је освојио Франческо Камусо и тако постао први који је освојио розе мајицу.
Мајица за лидера генералног пласмана је и даље роза, док су се током година мењале мајице за лидере других класификација које су увођене на Ђиро.

## Рекордан број дана у розе мајици
Највише дана у розе мајици провео је Еди Меркс, 77. Меркс је рекордер и на Тур де Франсу.
| Позиција | Име                 | Број дана у розе мајици | Укупно победа | године                       |
| -------- | ------------------- | ----------------------- | ------------- | ---------------------------- |
| 1        | Еди Меркс           | 77                      | 5             | 1968, 1970, 1972, 1973, 1974 |
| 2        | Алфредо Бинда       | 65                      | 5             | 1925, 1927, 1928, 1929, 1933 |
| 3        | Франческо Мозер     | 50                      | 1             | 1984                         |
| 4        | Ђузепе Сарони       | 48                      | 2             | 1979, 1983                   |
| 5        | Ђино Бартали        | 42                      | 3             | 1936, 1937, 1946             |
| 5        | Жак Анкетил         | 42                      | 2             | 1960, 1964                   |
| 7        | Фаусто Копи         | 31                      | 5             | 1940, 1947, 1949, 1952, 1953 |
| 7        | Бернар Ино          | 31                      | 3             | 1980, 1982, 1985             |
| 9        | Мигел Индураин      | 29                      | 2             | 1992, 1993                   |
| 10       | Костанте Ђирарденго | 26                      | 2             | 1919, 1923                   |
| 10       | Роберто Визентини   | 26                      | 1             | 1986                         |
| 12       | Ђилберто Симони     | 25                      | 2             | 2001, 2003                   |
| 13       | Фјоренцо Мањи       | 24                      | 3             | 1948, 1951, 1955             |
| 14       | Алберто Контадор    | 23                      | 2             | 2008, 2015                   |
| 14       | Хуго Коблет         | 23                      | 1             | 1950                         |
| 14       | Ђовани Валети       | 23                      | 2             | 1938, 1939                   |
| 17       | Јохан де Мојнк      | 22                      | 1             | 1978                         |
| 18       | Франко Кјочоли      | 21                      | 1             | 1991                         |
| 18       | Тони Ромингер       | 21                      | 1             | 1995                         |
| 18       | Винченцо Нибали     | 21                      | 2             | 2013, 2016                   |
| 21       | Ђани Буњо           | 20                      | 1             | 1990                         |
| 21       | Шарли Гол           | 20                      | 2             | 1956, 1959                   |
| 21       | Феличе Ђимонди      | 20                      | 3             | 1967, 1969, 1976             |
| 21       | Павел Тонков        | 20                      | 1             | 1996                         |
| 21       | Тадеј Погачар       | 20                      | 1             | 2024                         |
| 25       | Виторио Адорни      | 19                      | 1             | 1965                         |
| 25       | Иван Басо           | 19                      | 2             | 2006, 2010                   |
| 25       | Евгениј Берзин      | 19                      | 1             | 1994                         |